# Henry Ceder
Henry Ceder (1963/1964 - 25 maart 2017) was een Surinaams kawinazanger, ondernemer en bestuurder. Hij won prijzen op songfestivals en was oprichter en leadzanger van verschillende groepen, waarmee hij succes had in Suriname en Nederland. In zijn eethuis begeleidde hij startende artiesten, en hij steunde zijn beroepsgroep als initiatiefnemer van de Surinaamse Artiesten Vereniging. Voor zijn verdiensten in de muziek werd hij benoemd tot Commandeur in de Ere-Orde van de Gele Ster.

## Biografie
Ceder begon in zijn middelbareschooltijd met optredens op songfestivals en viel verschillende keren in de prijzen. Hij zong vooral in de muziekstijl kawina. Hij was oprichter en leadzanger van Jong Sukrusani en (lead)zanger van Sukrusani, Sukrumaster, Masterblaster, Welgelegen Krioro, United en korte tijd Lobi Firi. Met zijn optredens had hij succes in Suriname en Nederland; twee platen van groepen waar hij in zong werden onderscheiden met goud.
Daarnaast was hij eigenaar van het beveiligingsbedrijf Brotherhood Security en had hij een eethuis met de naam Amarante, waar naast eten een centrale plek was weggelegd voor muziek. Hij was een sociaal bewogen mens en gaf soms dingen aan mensen weg, zoals schooltassen aan kinderen van minder bedeelde ouders zodat ze aan hun toekomst konden werken. In zijn eethuis had hij karaoke-apparatuur en begeleidde hij jongeren om een loopbaan als artiest op te bouwen. Een van hen was Naomi Pikientio die hem herinnert als haar muzikale vader. Samen brachten ze in 2013 de cover I'm your angel van Celine Dion en R. Kelly uit. Daarnaast organiseerde hij rond 2015 het Apollo-duo-songfestival en bleef hij in de muziek actief in de formatie Henry Ceder & Friends.
Daarnaast was hij in 2012 een van de initiatiefnemers van de Surinaamse Artiesten Vereniging, die tot doel heeft de rechten van artiesten te beschermen, waaronder de auteursrechten van de muziek. Hij speelde een voortrekkersrol in de problematische tijd rondom de Stichting voor Auteursrechten in Suriname (Sasur). Daarnaast zat hij in de Nationale Reparatie Commissie.
Terwijl hij begin 2017 ziek in Nederland was, werd op 2 maart in de Congreshal in Paramaribo een eerbetoon voor hem gehouden. Tijdens dit evenement werd hij benoemd tot Commandeur in de Ere-Orde van de Gele Ster; zijn zoon Timothy nam de onderscheiding in ontvangst. Enkele weken later, op 25 maart, overleed hij aan kanker; hij is 53 jaar oud geworden. Ceder werd voor zijn teraardebestelling gerepatrieerd naar Suriname.
Ter ere van hem stelde het Bigi Poku Concours in de Bijlmermeer de Henry Ceder Award in. De eerste award werd in april 2017 uitgereikt aan de kasekoformatie New Sensa.